# Юханссон, Йенс
Йенс Ула Юханссон (швед. Jens Ola Johansson; 2 ноября 1963) — шведский клавишник и пианист в жанре пауэр-метал. Он отмечен как один из первых и влиятельнейших «шред»-клавишников за свой высокоскоростной неоклассический и джазовый стиль исполнения.

## Биография
Йенс Юханссон — сын знаменитого шведского джазового пианиста и аранжировщика Яна Юханссона (1931—1968) и брат ударника Андерса Юханссона (род. 1962). Через неделю после того, как будущему музыканту исполнилось 5 лет, его отец погиб в ДТП. Через некоторое время, он вместе с братом и матерью переехал в Мальмё. С самого раннего возраста интересовался музыкой и электроникой. На него во многом повлияла игра таких клавишников рока как Дон Эйри, Эдди Джобсон и Джон Лорд.
В 1982 году классически обученный Юханссон покинул джаз-фьюжн-группу Slem и присоединился к шведской метал-группе Silver Mountain, где также играл его брат Андерс. В 1983 году он покинул Швецию и обосновался в Калифорнии, став участником группы Ингви Мальмстина Rising Force. С 1993 года - участник шведской группы Bakteria.
В 1995 году Йенс стал участником финской пауэр-метал-группы Stratovarius, в которой остается по сегодняшний день. В её составе принял участие в создании большинства альбомов группы. С 1995 года - участник американской группы Mastermind. Также выпускает свои сольные альбомы, и выступает в качестве сессионного музыканта в других проектах.
В середине 2015 года Ричи Блэкмор решил возродить Rainbow. В качестве клавишника был привлечён Юханссон, про которого Блэкмор сказал: «Йенс — известный и уважаемый клавишник. С ним очень легко работается, потому что он достаточно опытный».

## Инструменты
В своей карьере Йенс использовал многие типы синтезаторов. Среди его любимых: Korg Polysix, Yamaha DX7 (начиная с Rising Force и поныне), Oberheim серии Matrix и Roland JV-1080. Юханссон также любит Hammond Organ. Юханссон — фанат компьютера и уже долгое время пользуется программами Steinberg (такими как Cubase). Примером его увлечения компьютерами является его запись Fission, переполненная спецэффектами и экспериментами со звуком.

## Дискография

### В составе Stratovarius
- Episode (1996)
- Visions (1997)
- Visions of Europe (1998)
- Destiny (1998)
- Infinite (2000)
- Intermission (2001)
- Elements, Pt. 1 (2003)
- Elements, Pt. 2 (2003)
- Stratovarius (2005)
- Polaris (2009)
- Elysium (2011)
- Nemesis (2013)
- Eternal (2015)
- Survive (2022)

### С Ингви Мальмстином
- Rising Force (1984)
- Marching Out (1985)
- Trilogy (1986)
- Odyssey (1988)
- Trial By Fire (1989)
- Inspiration (1996)

### С Андерсом Юханссоном
- Anders Johansson: Shu-Tka (1992)
- The Johansson Brothers (1994)
- Anders Johansson, Jens Johansson and Allan Holdsworth: Heavy Machinery (1996)
- Anders Johansson: Red Shift (1997)
- Johansson: Sonic Winter (1997)
- Johansson: The Last Viking (1999)

### В составе Rainbow
- «Waiting For a Sign» (2018, single)
- Memories in Rock II (2018, live & studio)

### С другими исполнителями
- Silver Mountain: Shakin' Brains (1983)
- Erik Borelius: Fantasy (1988)
- Dio: Lock Up The Wolves (1990)
- Deadline: Dissident (1991)
- Stephen Ross: Midnight Drive (1991)
- Ginger Baker: Unseen Rain (1992)
- RAF: Ode To A Tractor (1992)
- Shining Path: No Other World (1992)
- Jonas Hellborg Group: E (1993)
- Snake Charmer: Smoke And Mirrors (1993)
- Dave Nerge’s Bulldog: The Return Of Mr. Nasty (1994)
- Robert Blennerhed: Seven (1994)
- Smoke On The Water — A Tribute (1994)
- Tony MacAlpine: Premonition (1994)
- Itä-Saksa: Let’s Kompromise (1998)
- Snake Charmer: Backyard Boogaloo (1998)
- Benny Jansson: Flume Ride (1999)
- Blackmore’s Night: Under a Violet Moon (1999)
- Mastermind [USA]: Excelsior! (1999)
- Roland Grapow: Kaleidoscope (1999)
- Mastermind [USA]: Angels Of The Apocalypse (2000)
- Einstein: Einstein Too (2001)
- La Leyenda Continua: Tributo A Rata Blanca (2001)
- Silver Mountain: Breakin' Chains (2001)
- Andy West With Rama: Rama 1 (2002)
- Arjen Anthony Lucassen: Star One: Space Metal (2002)
- Benny Jansson: Save The World (2002)
- Aina: Days Of Rising Doom (2003)
- Barilari (2003)
- Sonata Arctica: Winterheart’s Guild (2003)
- Mastermind (Japanese): To The World Beyond (2004)
- Spastic Ink: Ink Compatible (2004)
- Kamelot: The Black Halo (2005)
- Avantasia: Angel of Babylon (2010)
- Cain’s Offering: Stormcrow (2015)